# 12982 Kaseybond
12982 Kaseybond eller 1979 MS5 är en asteroid i huvudbältet som upptäcktes den 25 juni 1979 av de båda amerikanska astronomerna Eleanor F. Helin och Schelte J. Bus vid Siding Spring-observatoriet. Den är uppkallad efter Kasey J. Bond.